# 天主教里爾總教區
天主教里爾總教區（拉丁語：Archidioecesis Divionensis）是法國一個羅馬天主教教省總教區，下轄一個總教區、一個教區。
教區成立於1913年10月25日，2008年3月29日升為總教區。
總教區包括北部省里爾區、敦刻爾克區，2004年有教友1,060,000人（佔轄區總人口68.0%）、137個堂區、624名司鐸。現任教區總主教為洛朗·烏爾里奇。